# Bells of San Juan
Bells of San Juan er en amerikansk stumfilm fra 1922 af Scott R. Dunlap.

## Medvirkende
- Charles "Buck" Jones som Roderick Norton
- Fritzi Brunette som Dorothy Page
- Claude Payton som Jim Garson
- Harry Todd som Dr. Caleb Patton
- Hardy Kirkland som John Engel
- Katherine Key som Florrie Engel
- William Steele som Rickland
- Otto Matieson som Antone
- Sid Jordan som Tom Cutter